# Clausenia senex
Clausenia senex är en stekelart som beskrevs av John S. Noyes 2000. Clausenia senex ingår i släktet Clausenia och familjen sköldlussteklar.
Artens utbredningsområde är:
- Bolivia.
- Costa Rica.
- Ecuador.

Inga underarter finns listade i Catalogue of Life.